# Icelinus
Icelinus es un género de peces de la familia Cottidae, del orden Scorpaeniformes. Este género marino fue descrito por primera vez en 1885 por David Starr Jordan.

## Especies
Especies reconocidas del género:
- Icelinus borealis C. H. Gilbert, 1896
- Icelinus burchami Evermann & Goldsborough, 1907
- Icelinus cavifrons C. H. Gilbert, 1890
- Icelinus filamentosus C. H. Gilbert, 1890
- Icelinus fimbriatus C. H. Gilbert, 1890
- Icelinus japonicus Yabe, Tsumura & Katayama, 1980
- Icelinus limbaughi Rosenblatt & W. L. Smith, 2004
- Icelinus oculatus C. H. Gilbert, 1890
- Icelinus pietschi Yabe, Soma & Amaoka, 2001
- Icelinus quadriseriatus (Lockington, 1880)
- Icelinus tenuis C. H. Gilbert, 1890